# Mauny
Mauny és un municipi francès situat al departament del Sena Marítim i a la regió de Normandia. L'any 2007 tenia 197 habitants.

## Demografia

### Població
El 2007 la població de fet de Mauny era de 197 persones. Hi havia 82 famílies de les quals 18 eren unipersonals (9 homes vivint sols i 9 dones vivint soles), 32 parelles sense fills i 32 parelles amb fills.
La població ha evolucionat segons el següent gràfic:
Habitants censats

### Habitatges
El 2007 hi havia 88 habitatges, 79 eren l'habitatge principal de la família, 7 eren segones residències i 3 estaven desocupats. 73 eren cases i 15 eren apartaments. Dels 79 habitatges principals, 58 estaven ocupats pels seus propietaris, 18 estaven llogats i ocupats pels llogaters i 2 estaven cedits a títol gratuït; 5 tenien dues cambres, 15 en tenien tres, 23 en tenien quatre i 36 en tenien cinc o més. 54 habitatges disposaven pel capbaix d'una plaça de pàrquing. A 32 habitatges hi havia un automòbil i a 46 n'hi havia dos o més.

### Piràmide de població
La piràmide de població per edats i sexe el 2009 era:
| Homes | Edats   | Dones |
| ----- | ------- | ----- |
| 0     | 95 o +  | 0     |
| 0     | 90 a 94 | 0     |
| 0     | 85 a 89 | 0     |
| 0     | 80 a 84 | 8     |
| 4     | 75 a 79 | 8     |
| 0     | 70 a 74 | 0     |
| 0     | 65 a 69 | 0     |
| 0     | 60 a 64 | 0     |
| 4     | 55 a 59 | 4     |
| 4     | 50 a 54 | 8     |
| 4     | 45 a 49 | 4     |
| 8     | 40 a 44 | 8     |
| 4     | 35 a 39 | 8     |
| 4     | 30 a 34 | 4     |
| 4     | 25 a 29 | 4     |
| 4     | 20 a 24 | 4     |
| 4     | 15 a 19 | 8     |
| 8     | 10 a 14 | 8     |
| 8     | 5 a 9   | 0     |
| 12    | 0 a 4   | 0     |

## Economia
El 2007 la població en edat de treballar era de 139 persones, 107 eren actives i 32 eren inactives. De les 107 persones actives 105 estaven ocupades (61 homes i 44 dones) i 1 aturada (1 dona i 1 dona). De les 32 persones inactives 10 estaven jubilades, 8 estaven estudiant i 14 estaven classificades com a «altres inactius».

### Ingressos
El 2009 a Mauny hi havia 66 unitats fiscals que integraven 169,5 persones, la mediana anual d'ingressos fiscals per persona era de 21.908 €.

### Activitats econòmiques
Dels 7 establiments que hi havia el 2007, 2 eren d'empreses de construcció, 2 d'empreses de comerç i reparació d'automòbils, 1 d'una empresa de serveis i 2 d'empreses classificades com a «altres activitats de serveis».
Dels 2 establiments de servei als particulars que hi havia el 2009, 1 era un paleta i 1 electricista.

## Poblacions més properes
El següent diagrama mostra les poblacions més properes.